# Петров, Владислав Васильевич
Владисла́в Васи́льевич Петро́в (2 сентября 1929, Павловский Посад, Московская область — 18 апреля 1995, Москва) — советский и российский юрист, специалист по советскому колхозному, российскому земельному и экологическому праву; доктор юридических наук (1971), профессор (1972) и заведующий кафедрой (1984—1995) земельного и колхозного права юридического факультета МГУ; лауреат премии имени Ломоносова (1977) и заслуженный деятель науки РСФСР (1990).

## Биография
Владислав Петров родился 2 сентября 1929 года в городе Павловский Посад Московской области; в 1952 году окончил Московский юридический институт. После получения высшего образования он в течение десяти лет работал в правоохранительных органах Павловского Посада, а также занимал руководящие должности в городских комсомольских органах.
В 1962 году Петров защитил диссертацию в Казанском государственном университете: на тему «Правовое положение неделимого фонда колхоза» — стал кандидатом юридических наук. В период с 1961 по 1968 год он являлся старшим преподавателем на кафедре гражданского, трудового, колхозного и земельного права, являвшейся частью юридического факультета Казанского университета. Затем, в период с 1968 по 1972 год, он занимал пост декана юрфака университета в Казани. В 1971 году он защитил докторскую диссертацию «Примерный устав и проблемы социалистической законности в колхозах».
Переехал в Москву: между 1983 и 1995 годами Петров являлся заведующим кафедрой экологического, природоресурсового и аграрного права, входившего в состав юридического факультета МГУ (по другим данным: в 1984—1995 годах). Он также состоял ответственным редактором журнала «Вестник Московского университета» (серия «Право», с 1981); руководил и участвовал в нескольких научно-методических советах и рабочих группах, действовавших при государственных органах СССР и занимавшихся разработкой проектов советских Земельного, Водного и Лесного кодексов, а также — законов об охране природы, о защите окружающей среды и атмосферного воздуха; об охране животного мира.
В 1977 году Петров стал лауреатом Ломоносовской премии — как соавтор книги «Правовая охрана природы в СССР», вышедшей годом ранее. Несколько лет возглавлял межвузовские научные программы, созданные для сотрудничества юридических факультетов стран, являвшихся членами СЭВ — группы работал над правовыми проблемами охраны окружающей среды. В конце существования СССР, в 1990 году, Петров стал соавтором учебника «Правовая охрана окружающей среды в странах Восточной Европы», изданного в Москве и предназначенного для студентов юридических ВУЗов стран-членов СЭВ. В 1990 году ему было присвоено звание «Заслуженный деятель науки РСФСР». Скончался в Москве 18 апреля 1995 года.
Дочь Татьяна (род. 1957) — юрист, профессор МГУ.

## Работы
Владислав Петров являлся одним из основателей советской школы экологического права: он принимал участие в формировании научной доктрины «экологического права» — «особого межотраслевого правового метода обеспечения конституционных прав будущих поколений… на здоровую окружающую среду». Активно занимался «экологизацией» целых отраслей советского и российского права (занимался проблемами экологического мониторинга и экологической экспертизы):
- «Правовая охрана природы в СССР» (отв. ред., соавт., 1976) — Ломоносовская премия
- «Земельное, колхозное право и правовая охрана природы» (соавт., 1972)
- «Экология и право» (1981)
- «Правовая охрана окружающей природной среды в странах Восточной Европы» (соавт., 1990)
- «Правовая охрана природы в СССР» (1984)
- «Экологическое право России» (1995)
- «Правовая охрана природы в СССР» (соавт., 1979)
- «Экологическое право: схемы и методика решения задач» (1989).